# Adobe LiveCycle Designer
Adobe LiveCycle Designer — программа для создания и редактирования электронных форм. Доступна как отдельное приложение. Входила в состав Acrobat Pro до версии 10.хх, с версии 11.хх заменена на более упрощённую программу - Adobe FormsCentral. В версии ES2 входящей в состав русской версии Acrobat X Pro впервые появилась локализация на русский язык.
Системные требования версии ES2:
- Windows: XP Professional или Home Edition; Server 2003 или 2008; Vista Home Basic, Home Premium, Business, Ultimate, Enterprise
- Память: 512MB of RAM (1GB рекомендуется)
- Графика: 128MB of GPU (256MB рекомендуется)
- Разрешение монитора: 1024x768
- Свободное место на диске: 2.35GB